# Unione Sportiva Salernitana 1961-1962
Questa pagina raccoglie i dati riguardanti l'Unione Sportiva Salernitana nelle competizioni ufficiali della stagione 1961-1962.

## Stagione
Dopo gli affanni della precedente stagione, la Salernitana 1961-62 viene notevolmente rinforzata e, dopo il ritiro precampionato a Sala Consilina ottiene risultati assolutamente convincenti lottando ben presto per la promozione in Serie B in un iniziale testa a testa contro il Foggia & Incedit. Proprio contro il Foggia a marzo, pur giocando bene, alla Salernitana vengono assegnati due rigori contro, dei quali uno parato da Di Tommaso ma fatto ripetere e poi trasformato da Nocera: la gara termina 3-2 per i foggiani in casa, con un beffardo autogol granata nel finale. Così l'allenatore Di Gennaro viene esonerato e al suo posto giunge l'ungherese Gyula Zsengellér, che condurrà i campani soltanto al terzo posto dietro Foggia e Lecce.

## Divise
La maglia della Salernitana 1961-1962.
| Casa |

## Organigramma societario
Fonte
Area direttiva
- Commissario straordinario: Pasquale Gagliardi
- Segretario: Bruno Somma

Area tecnica
- Allenatore: Silvio Di Gennaro, dal 13/03/1962 Gyula Zsengellér
- Allenatore in seconda: Mario Saracino
- Preparatore atletico: Vittorio Gallo
- Magazziniere: Pasquale Sammarco

Area sanitaria
- Medico sociale: William Rossi
- Massaggiatore: Alberto Fresa

## Rosa
Fonte
| N. |                   | Ruolo | Calciatore         |
| -- | ----------------- | ----- | ------------------ |
|    | Italia (bandiera) | P     | Leopoldo Borghese  |
|    | Italia (bandiera) | P     | Antonio Di Tommaso |
|    | Italia (bandiera) | P     | Brenno Fontanesi   |
|    | Italia (bandiera) | P     | Sergio Zenari      |
|    | Italia (bandiera) | D     | Roberto Chesini    |
|    | Italia (bandiera) | D     | Claudio Darni      |
|    | Italia (bandiera) | D     | Cesare Franchini   |
|    | Italia (bandiera) | D     | Silvano Scarnicci  |
|    | Italia (bandiera) | D     | Riccardo Sorci     |
|    | Italia (bandiera) | D     | Gaetano Vergazzola |
|    | Italia (bandiera) | C     | Alfonso Barone     |
|    | Italia (bandiera) | C     | Cataldo Gambino    |

| N. |                   | Ruolo | Calciatore         |
| -- | ----------------- | ----- | ------------------ |
|    | Italia (bandiera) | C     | Luigi Gigante      |
|    | Italia (bandiera) | C     | Sandro Joan        |
|    | Italia (bandiera) | C     | Giovanni Marin     |
|    | Italia (bandiera) | C     | Giuseppe Nerozzi   |
|    | Italia (bandiera) | C     | Pietro Santin      |
|    | Italia (bandiera) | A     | Giuseppe Adducci   |
|    | Italia (bandiera) | A     | Vincenzo Calabrese |
|    | Italia (bandiera) | A     | Lido Mazzoni       |
|    | Italia (bandiera) | A     | Bruno Nardi        |
|    | Italia (bandiera) | A     | Aldo Novelli       |
|    | Italia (bandiera) | A     | Oliviero Visentin  |

## Risultati

### Serie C

#### Girone di andata
| Salerno 24 settembre 1961 1ª giornata                                    | Salernitana | 3 – 0 referto | Chieti | Stadio Donato Vestuti |
| \| \| \| \| \| Scarnicci 25’ Visentin 57’ Gambino 85’ \| Marcatori \| \| |             |               |        |                       |
|                                                                          |             |               |        |                       |
| Scarnicci 25’ Visentin 57’ Gambino 85’                                   | Marcatori   |               |        |                       |

| Agrigento 1º ottobre 1961 2ª giornata                               | Akragas   | 1 – 2 referto           | Salernitana | Stadio Esseneto |
| \| \| \| \| \| Rossi 60’ \| Marcatori \| 16’ Gambino 48’ Mazzoni \| |           |                         |             |                 |
|                                                                     |           |                         |             |                 |
| Rossi 60’                                                           | Marcatori | 16’ Gambino 48’ Mazzoni |             |                 |

| Trapani 8 ottobre 1961 3ª giornata                                                       | Trapani   | 3 – 2 referto            | Salernitana | Stadio Polisportivo Provinciale |
| \| \| \| \| \| Cerri 19’, 25’ Zucchinali 61’ \| Marcatori \| 14’ Gambino 57’ Visentin \| |           |                          |             |                                 |
|                                                                                          |           |                          |             |                                 |
| Cerri 19’, 25’ Zucchinali 61’                                                            | Marcatori | 14’ Gambino 57’ Visentin |             |                                 |

| Salerno 15 ottobre 1961 4ª giornata | Salernitana | 0 – 0 referto | Potenza | Stadio Donato Vestuti |

| Taranto 22 ottobre 1961 5ª giornata                                  | Taranto   | 2 – 1 referto | Salernitana | Stadio Valentino Mazzola |
| \| \| \| \| \| Biagioli 30’ Tasso 50’ \| Marcatori \| 62’ Gambino \| |           |               |             |                          |
|                                                                      |           |               |             |                          |
| Biagioli 30’ Tasso 50’                                               | Marcatori | 62’ Gambino   |             |                          |

| Salerno 29 ottobre 1961 6ª giornata                                   | Salernitana | 2 – 1 referto       | Tevere Roma | Stadio Donato Vestuti |
| \| \| \| \| \| Gambino 3’, 75’ \| Marcatori \| 65’ (rig.) Galvanin \| |             |                     |             |                       |
|                                                                       |             |                     |             |                       |
| Gambino 3’, 75’                                                       | Marcatori   | 65’ (rig.) Galvanin |             |                       |

| Salerno 5 novembre 1961 7ª giornata                   | Salernitana | 1 – 1 referto | Foggia & Incedit | Stadio Donato Vestuti |
| \| \| \| \| \| Joan 65’ \| Marcatori \| 62’ Nocera \| |             |               |                  |                       |
|                                                       |             |               |                  |                       |
| Joan 65’                                              | Marcatori   | 62’ Nocera    |                  |                       |

| Reggio Calabria 12 novembre 1961 8ª giornata                            | Reggina   | 1 – 2 referto            | Salernitana | Stadio Comunale |
| \| \| \| \| \| Renzulli 64’ \| Marcatori \| 39’ Visentin 51’ Mazzoni \| |           |                          |             |                 |
|                                                                         |           |                          |             |                 |
| Renzulli 64’                                                            | Marcatori | 39’ Visentin 51’ Mazzoni |             |                 |

| Barletta 19 novembre 1961 9ª giornata | Barletta | 0 – 0 referto | Salernitana | Stadio Lello Simeone |

| Salerno 26 novembre 1961 10ª giornata           | Salernitana | 1 – 0 referto | Lecce | Stadio Donato Vestuti |
| \| \| \| \| \| Calabrese 55’ \| Marcatori \| \| |             |               |       |                       |
|                                                 |             |               |       |                       |
| Calabrese 55’                                   | Marcatori   |               |       |                       |

| Salerno 3 dicembre 1961 11ª giornata | Salernitana | 0 – 0 referto | Crotone | Stadio Donato Vestuti |

| Siracusa 10 dicembre 1961 12ª giornata                                  | Siracusa  | 2 – 2 referto           | Salernitana | Stadio Comunale |
| \| \| \| \| \| Luna 37’, 89’ \| Marcatori \| 45’ Gambino 66’ Mazzoni \| |           |                         |             |                 |
|                                                                         |           |                         |             |                 |
| Luna 37’, 89’                                                           | Marcatori | 45’ Gambino 66’ Mazzoni |             |                 |

| Marsala 17 dicembre 1961 13ª giornata                         | Marsala   | 2 – 0 referto | Salernitana | Stadio Antonino Lombardo Angotta |
| \| \| \| \| \| Crivellente 76’ Panzani 90’ \| Marcatori \| \| |           |               |             |                                  |
|                                                               |           |               |             |                                  |
| Crivellente 76’ Panzani 90’                                   | Marcatori |               |             |                                  |

| Salerno 31 dicembre 1961 14ª giornata | Salernitana | 0 – 0 referto | Pescara | Stadio Donato Vestuti |

| Salerno 7 gennaio 1962 15ª giornata           | Salernitana | 1 – 0 referto | L'Aquila | Stadio Donato Vestuti |
| \| \| \| \| \| Mazzoni 89’ \| Marcatori \| \| |             |               |          |                       |
|                                               |             |               |          |                       |
| Mazzoni 89’                                   | Marcatori   |               |          |                       |

| Benevento 14 gennaio 1962 16ª giornata | San Vito Benevento | 0 – 0 referto | Salernitana | Stadio Gennaro Meomartini |

| Salerno 21 gennaio 1962 17ª giornata                                                   | Salernitana | 4 – 1 referto | Bisceglie | Stadio Donato Vestuti |
| \| \| \| \| \| Gambino 24’, 86’ Calabrese 81’ Novelli 90’ \| Marcatori \| 51’ Ferro \| |             |               |           |                       |
|                                                                                        |             |               |           |                       |
| Gambino 24’, 86’ Calabrese 81’ Novelli 90’                                             | Marcatori   | 51’ Ferro     |           |                       |

#### Girone di ritorno
| Chieti 28 gennaio 1962 18ª giornata | Chieti | 0 – 0 referto | Salernitana | Stadio della Civitella |

| Salerno 4 febbraio 1962 19ª giornata                                 | Salernitana | 2 – 1 referto | Akragas | Stadio Donato Vestuti |
| \| \| \| \| \| Joan 34’ Scarnicci 62’ \| Marcatori \| 50’ Marsili \| |             |               |         |                       |
|                                                                      |             |               |         |                       |
| Joan 34’ Scarnicci 62’                                               | Marcatori   | 50’ Marsili   |         |                       |

| Salerno 11 febbraio 1962 20ª giornata                                 | Salernitana | 3 – 1 referto | Trapani | Stadio Donato Vestuti |
| \| \| \| \| \| Gambino 4’, 52’ Joan 72’ \| Marcatori \| 79’ Mazzei \| |             |               |         |                       |
|                                                                       |             |               |         |                       |
| Gambino 4’, 52’ Joan 72’                                              | Marcatori   | 79’ Mazzei    |         |                       |

| Potenza 18 febbraio 1962 21ª giornata         | Potenza   | 1 – 0 referto | Salernitana | Stadio Alfredo Viviani |
| \| \| \| \| \| Santoni 48’ \| Marcatori \| \| |           |               |             |                        |
|                                               |           |               |             |                        |
| Santoni 48’                                   | Marcatori |               |             |                        |

| Salerno 25 febbraio 1962 22ª giornata                      | Salernitana | 2 – 0 referto | Taranto | Stadio Donato Vestuti |
| \| \| \| \| \| Visentin 23’ Mazzoni 58’ \| Marcatori \| \| |             |               |         |                       |
|                                                            |             |               |         |                       |
| Visentin 23’ Mazzoni 58’                                   | Marcatori   |               |         |                       |

| Roma 3 marzo 1962 23ª giornata                                  | Tevere Roma | 2 – 1 referto | Salernitana |  |
| \| \| \| \| \| Temellin 61’, 88’ \| Marcatori \| 36’ Gambino \| |             |               |             |  |
|                                                                 |             |               |             |  |
| Temellin 61’, 88’                                               | Marcatori   | 36’ Gambino   |             |  |

| Foggia 11 marzo 1962 24ª giornata                                                                                   | Foggia & Incedit | 3 – 2 referto             | Salernitana | Stadio Pino Zaccheria |
| \| \| \| \| \| Danova 7’ (rig.) Nocera 13’ (rig.) Scarnicci 78’ (aut.) \| Marcatori \| 53’ Gambino 60’ Scarnicci \| |                  |                           |             |                       |
| |                  |                           |             |                       |
| Danova 7’ (rig.) Nocera 13’ (rig.) Scarnicci 78’ (aut.)                                                             | Marcatori        | 53’ Gambino 60’ Scarnicci |             |                       |

| Salerno 25 marzo 1962 25ª giornata                               | Salernitana | 2 – 0 referto | Reggina | Stadio Donato Vestuti |
| \| \| \| \| \| Gambino 60’ (rig.) Novelli 78’ \| Marcatori \| \| |             |               |         |                       |
|                                                                  |             |               |         |                       |
| Gambino 60’ (rig.) Novelli 78’                                   | Marcatori   |               |         |                       |

| Salerno 1º aprile 1962 26ª giornata           | Salernitana | 1 – 0 referto | Barletta | Stadio Donato Vestuti |
| \| \| \| \| \| Novelli 86’ \| Marcatori \| \| |             |               |          |                       |
|                                               |             |               |          |                       |
| Novelli 86’                                   | Marcatori   |               |          |                       |

| Lecce 8 aprile 1962 27ª giornata                      | Lecce     | 1 – 0 referto | Salernitana | Stadio Carlo Pranzo |
| \| \| \| \| \| Maccagni 79’ (rig.) \| Marcatori \| \| |           |               |             |                     |
|                                                       |           |               |             |                     |
| Maccagni 79’ (rig.)                                   | Marcatori |               |             |                     |

| Crotone 15 aprile 1962 28ª giornata                           | Crotone   | 1 – 1 referto | Salernitana | Stadio Ezio Scida |
| \| \| \| \| \| Forin 12’ (rig.) \| Marcatori \| 3’ Novelli \| |           |               |             |                   |
|                                                               |           |               |             |                   |
| Forin 12’ (rig.)                                              | Marcatori | 3’ Novelli    |             |                   |

| Salerno 22 aprile 1962 29ª giornata                                                       | Salernitana | 4 – 2 referto           | Siracusa | Stadio Donato Vestuti |
| \| \| \| \| \| Nardi 18’, 66’ Gambino 23’, 55’ \| Marcatori \| 50’ Luna 90’ S. Alicata \| |             |                         |          |                       |
|                                                                                           |             |                         |          |                       |
| Nardi 18’, 66’ Gambino 23’, 55’                                                           | Marcatori   | 50’ Luna 90’ S. Alicata |          |                       |

| Salerno 29 aprile 1962 30ª giornata          | Salernitana | 1 – 0 referto | Marsala | Stadio Donato Vestuti |
| \| \| \| \| \| Gambino 5’ \| Marcatori \| \| |             |               |         |                       |
|                                              |             |               |         |                       |
| Gambino 5’                                   | Marcatori   |               |         |                       |

| Pescara 13 maggio 1962 31ª giornata          | Pescara   | 1 – 0 referto | Salernitana | Stadio Adriatico |
| \| \| \| \| \| Barone 58’ \| Marcatori \| \| |           |               |             |                  |
|                                              |           |               |             |                  |
| Barone 58’                                   | Marcatori |               |             |                  |

| L'Aquila 20 maggio 1962 32ª giornata                | L'Aquila  | 1 – 1 referto | Salernitana | Stadio Comunale |
| \| \| \| \| \| Ore 67’ \| Marcatori \| 70’ Nardi \| |           |               |             |                 |
|                                                     |           |               |             |                 |
| Ore 67’                                             | Marcatori | 70’ Nardi     |             |                 |

| Salerno 27 maggio 1962 33ª giornata                                              | Salernitana | 3 – 1 referto    | San Vito Benevento | Stadio Donato Vestuti |
| \| \| \| \| \| Joan 16’ Nardi 29’ Santin 47’ \| Marcatori \| 72’ Baldasseroni \| |             |                  |                    |                       |
|                                                                                  |             |                  |                    |                       |
| Joan 16’ Nardi 29’ Santin 47’                                                    | Marcatori   | 72’ Baldasseroni |                    |                       |

| Bisceglie 3 giugno 1962 34ª giornata                                                     | Bisceglie | 4 – 0 referto | Salernitana |  |
| \| \| \| \| \| Chesini 15’ (aut.) Oreste 41’ Corazza 48’ Palmieri 63’ \| Marcatori \| \| |           |               |             |  |
|                                                                                          |           |               |             |  |
| Chesini 15’ (aut.) Oreste 41’ Corazza 48’ Palmieri 63’                                   | Marcatori |               |             |  |

## Statistiche

### Statistiche di squadra
| Competizione | Punti | In casa | In casa | In casa | In casa | In casa | In casa | In trasferta | In trasferta | In trasferta | In trasferta | In trasferta | In trasferta | Totale | Totale | Totale | Totale | Totale | Totale | DR  |
| Competizione | Punti | G       | V       | N       | P       | Gf      | Gs      | G            | V            | N            | P            | Gf           | Gs           | G      | V      | N      | P      | Gf     | Gs     | DR  |
| ------------ | ----- | ------- | ------- | ------- | ------- | ------- | ------- | ------------ | ------------ | ------------ | ------------ | ------------ | ------------ | ------ | ------ | ------ | ------ | ------ | ------ | --- |
| Serie C      | 40    | 17      | 13      | 4       | 0       | 30      | 8       | 17           | 2            | 6            | 9            | 14           | 25           | 34     | 15     | 10     | 9      | 44     | 33     | +11 |

### Andamento in campionato
| Giornata  | 1 | 2 | 3 | 4 | 5 | 6 | 7 | 8 | 9 | 10 | 11 | 12 | 13 | 14 | 15 | 16 | 17 | 18 | 19 | 20 | 21 | 22 | 23 | 24 | 25 | 26 | 27 | 28 | 29 | 30 | 31 | 32 | 33 | 34 |
| --------- | - | - | - | - | - | - | - | - | - | -- | -- | -- | -- | -- | -- | -- | -- | -- | -- | -- | -- | -- | -- | -- | -- | -- | -- | -- | -- | -- | -- | -- | -- | -- |
| Luogo     | C | T | T | C | T | C | C | T | T | C  | C  | T  | T  | C  | C  | T  | C  | T  | C  | C  | T  | C  | T  | T  | C  | C  | T  | T  | C  | C  | T  | T  | C  | T  |
| Risultato | V | V | P | N | P | V | N | V | N | V  | N  | N  | P  | N  | V  | N  | V  | N  | V  | V  | P  | V  | P  | P  | V  | V  | P  | N  | V  | V  | P  | N  | V  | P  |

Legenda:

Luogo: C = Casa; T = Trasferta. Risultato: V = Vittoria; N = Pareggio; P = Sconfitta.

### Statistiche dei giocatori
Fonte
| Giocatore     | Serie C  | Serie C | Serie C     | Serie C    |
| Giocatore     | Presenze | Reti    | Ammonizioni | Espulsioni |
| ------------- | -------- | ------- | ----------- | ---------- |
| G. Adducci    | 1        | 0       | ?           | ?          |
| A. Barone     | 5        | 0       | ?           | ?          |
| L. Borghese   | 0        | -0      | 0           | 0          |
| V. Calabrese  | 9        | 2       | ?           | ?          |
| R. Chesini    | 3        | 0       | ?           | ?          |
| C. Darni      | 16       | 0       | ?           | ?          |
| A. Di Tommaso | 17       | -18     | ?           | ?          |
| B. Fontanesi  | 17       | -15     | ?           | ?          |
| C. Franchini  | 6        | 0       | ?           | ?          |
| C. Gambino    | 31       | 17      | ?           | ?          |
| L. Gigante    | 29       | 0       | ?           | ?          |
| S. Joan       | 21       | 4       | ?           | ?          |
| G. Marin      | 18       | 0       | ?           | ?          |
| L. Mazzoni    | 25       | 5       | ?           | ?          |
| B. Nardi      | 30       | 4       | ?           | ?          |
| G. Nerozzi    | 14       | 0       | ?           | ?          |
| A. Novelli    | 11       | 4       | ?           | ?          |
| P. Santin     | 30       | 1       | ?           | ?          |
| S. Scarnicci  | 34       | 3       | ?           | ?          |
| R. Sorci      | 8        | 0       | ?           | ?          |
| G. Vergazzola | 31       | 0       | ?           | ?          |
| O. Visentin   | 18       | 4       | ?           | ?          |
| S. Zenari     | 0        | -0      | 0           | 0          |